# Стивенс, Питер Джон
Питер Джон Стивенс (род. 1 июня 1995 года) — словенский пловец, серебряный призёр чемпионата мира по плаванию на короткой воде 2016 года, призёр Чемпионата Европы (2016 и 2018).

## Карьера
На чемпионате Европы 2016 года в Лондоне Питер сумел завоевать серебряную медаль на дистанции 50 метров брассом.
В 25-метровом бассейне на чемпионате мира в Канаде, в 2016 году, он стал обладателем второго места на своей любимой дистанции 50 метров брассом.
В августе 2018 года в Глазго он стал бронзовым призёром чемпионата Европы на 50-метровой дистанции брассом с результатом 27.06.

## Достижения
- Чемпионат Европы по водным видам спорта:

_ Лондон 2016: серебро  50 м брасс;
- Глазго 2018: бронза  50 м брасс;
- Чемпионат мира по плаванию на короткой воде:

- Уинсор 2016: серебро  50 м брасс.